# ماونت ترامبول (آریزونا)
ماونت ترامبول (به انگلیسی: Mount Trumbull) یک منطقهٔ مسکونی در ایالات متحده آمریکا است که در آریزونا واقع شده‌است. ماونت ترامبول ۱٬۶۲۵ متر بالاتر از سطح دریا واقع شده‌است.